# Vrbnica
Vrbnica (en serbio cirílico : Врбница) es un pueblo de Serbia, situado en el municipio de Aleksandrovac, en el distrito de Rasina. Según el censo de 2022, tiene una población de 301 habitantes.

## Demografía
| 1948 | 1953 | 1961 | 1971 | 1981 | 1991 | 2002 | 2011 | 2022 |
| ---- | ---- | ---- | ---- | ---- | ---- | ---- | ---- | ---- |
| 796  | 823  | 834  | 715  | 671  | 609  | 518  | 430  | 301  |